# Zytturm (Zug)

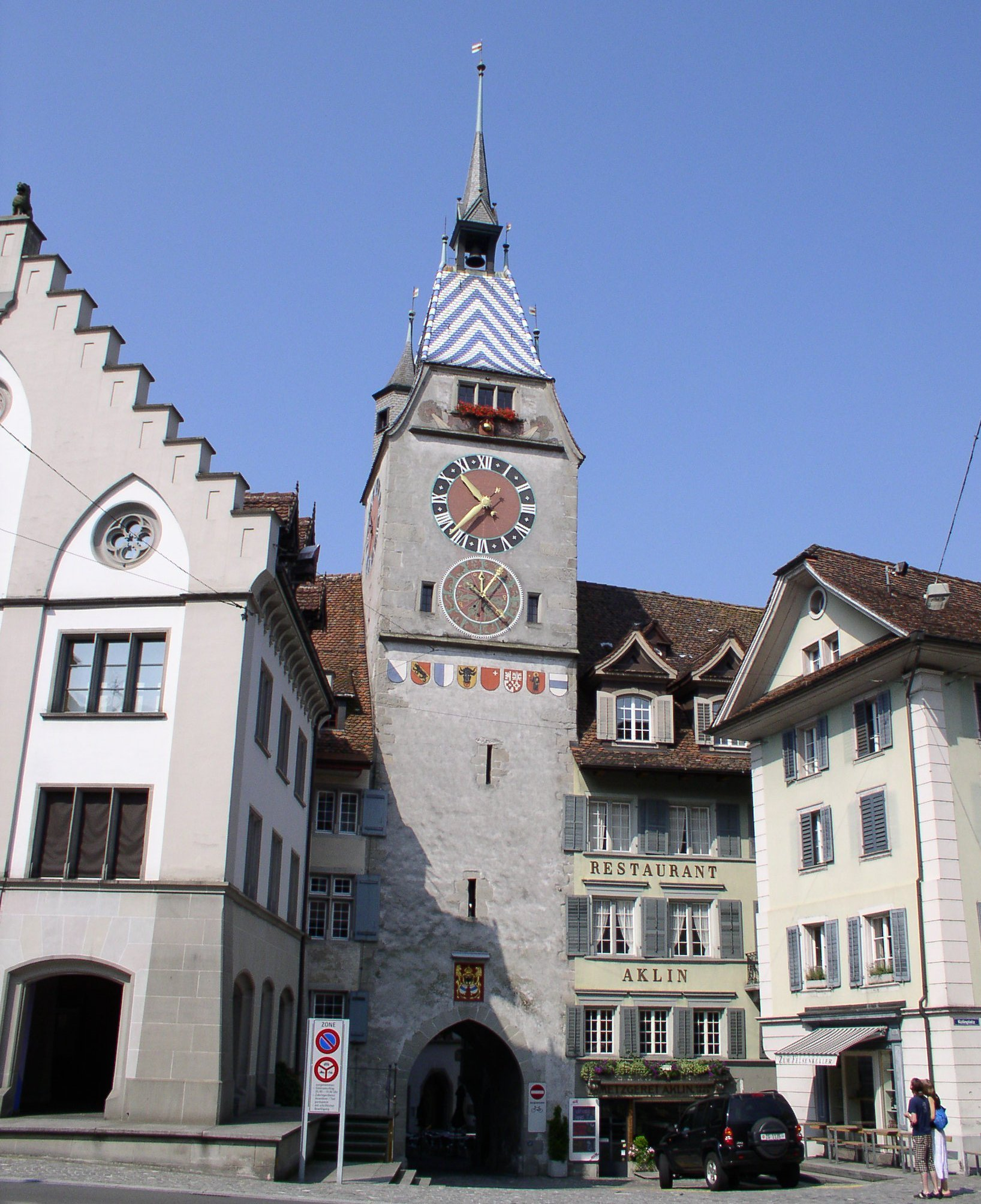
Ansicht vom Kolinplatz

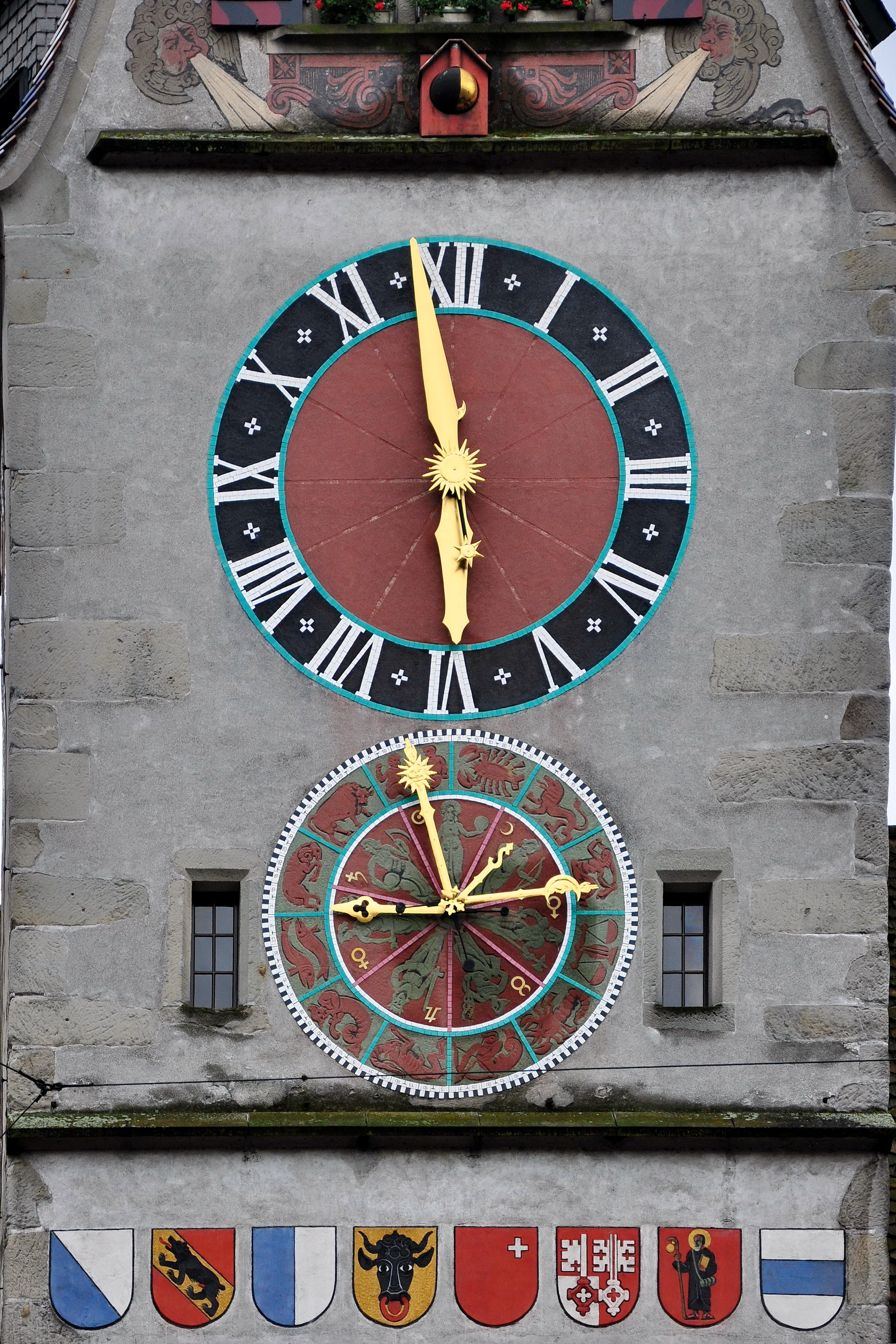

Der Zytturm ist das Wahrzeichen der Stadt Zug. Er ist 40 Meter hoch und liegt am Kolinplatz. Er diente lange Zeit als Feuerwachturm. 
Der Zytturm wurde bereits im 13. Jahrhundert erbaut. 1478 bis 1480 wurde er erhöht. 1557 erhielt er seine heutige Form mit der Wachtstube, den Erkern und dem steilen Walmdach. 1574 baute man die grosse Uhr ein. Die letzte grosse Restaurierung des Zytturms fand 1952 statt.

## Astronomische Uhr
An der Ostseite des Zytturms befindet sich unterhalb des Zifferblattes eine astronomische Uhr. Diese hat vier Zeiger: Der Pfeil zeigt den aktuellen Wochentag (anhand der Götterfiguren und astronomischen Zeichen, oben ist Sonntag), der Halbmond die Mondphase (oben ist Leermond, unten ist Vollmond), die Sonne den Monat (anhand der Tierkreiszeichen, unten ist der Jahreswechsel von Dezember zu Januar) und der Buchstabe S das Schaltjahr (zeigt nach unten, wenn ein Schaltjahr beginnt) an. Oberhalb des Ziffernblattes befindet sich eine Kugel, die ebenfalls die aktuelle Mondphase anzeigt.

## Wappen
An der Ostseite sind unterhalb der astronomischen Uhr die Wappen der Acht Alten Orte aufgemalt. Das sind die Kantone, die zwischen 1353 und 1481 die Alte Eidgenossenschaft bildeten.